# Великегнеушево
Великегнеушево (рос. Большегнеушево) — село в Рильському районі Курської області Російської Федерації.
Населення становить 301 особу. Входить до складу муніципального утворення Никольниковська сільрада.

## Історія
Населений пункт розташований на території українського етнічного та культурного краю Східна Слобожанщина.
Від 2004 року входить до складу муніципального утворення Никольниковська сільрада.

## Населення
| 2002 | 2010 |
| ---- | ---- |
| 362  | ↘301 |